# Вратна
Вратна (на сръбски: Вратна) e река в Източна Сърбия. Протича в близост до село Вратна и град Бърза паланка, десен приток е на река Дунав. Най-известна е с трите скални моста по поречието ѝ. Реката получава това име, поради приликата на скалните мостове с врати.
Реката е с дължина 26 km, извира от Велики Гребен и целогодишно е пълноводна, като през летните месеци на места значително спада нивото. В горния край на каньона се намира манастир Вратна, който според преданията е изграден през XIV век, а в близост има ловно стопанство, в което се развъжда муфлон и елен лопатар.

## Скални мостове
Два от скалните моста се намират близо до манастира, а третия е по-надолу по течението. Те могат да се достигнат по маркирана туристическа пътека.
Малкият скален мост е на около 200 m от манастира. Дължината му е 15 m, ширината му е 33 m, висок е 34 m. Арката над отвора е с дебелина 10 m. Големият скален мост е на около 100 m от малкия скален мост. Дълъг е 45 m, широк – 23 m, a височината му е 26 m. Дебелината на арката над отвора е около 30 m. Сухият скален мост се намира на около 2 km от малкия и големия скални мостове. Дължината му е 34 m, широк е 15 m и висок – 20 m. Дебелината на арката над отвора е около 10 m. Името му идва от това, че през лятото водата от реката се инфилтрира в карста на около 50 m преди скалния мост. След него се появява на повърхността, отново инфилтрира и пак протича по повърхността.
Големият и малкият скален мост са останки от пещера, на която свода частично се е срутил.

## Растителен и животински свят
По брега на реката се срещат 24 дървесни вида и около 180 вида треви. От животинския свят се срещат 57 вида птици, 10 вида прилепи, степен пор, видра, язовец, белка, муфлон и елен лопатар.

## Галерия
- Малкият скален мост
- Големият скален мост
- Сухият мост